# 中村芝翫 (8代目)
八代目 中村 芝翫（なかむら しかん、1965年〈昭和40年〉8月31日 - ）は、日本の歌舞伎役者、俳優。歌舞伎名跡「中村芝翫」の当代である。屋号は成駒屋。定紋は祇園守、替紋は四つ梅。
スプリングフィールド所属（2012年より太田プロと業務提携）。前名の三代目 中村 橋之助（さんだいめ　なかむら はしのすけ）としても知られる。本名は中村 幸二。青山学院中等部卒業。身長178cm、血液型はO型。

## 人物
年少時から積極的にテレビなどにも出演し、歌舞伎界のみならず一般的知名度も高い。父譲りの古風な顔立ちで、立役を得意とする。近年では義太夫狂言にも積極的に取組む。
妻は女優の三田寛子。三田との間に3人の息子がおり、3人ともそれぞれ歌舞伎俳優としての道を歩みだしている。
父は七代目中村芝翫、兄は九代目中村福助。長姉は日本舞踊家で中村流家元の2代目中村梅彌、次姉の好江の夫が十八代目中村勘三郎であり、義兄の勘三郎が主演を務めたコクーン歌舞伎でも多く出演している。六代目中村勘九郎と二代目中村七之助と六代目中村児太郎は甥にあたる。
2009年公開の映画『GOEMON』で織田信長を演じ、戦国の三英傑すべて（豊臣秀吉『太閤記〜天下を獲った男・秀吉』、徳川家康『武田信玄』）を演じた。
2011年10月に父が逝去したことを受けて、日本舞踊中村流の相談役に就任する。
2016年10月2日に初日を迎えた芸術祭十月大歌舞伎（歌舞伎座）で「中村芝翫」を八代目として襲名。「芝翫」の名跡は父の七代目芝翫が人間国宝に認定された名跡であり、七代目の遺言により次男・三代目橋之助が継承することとなった。併せて長男の中村国生（くにお）が四代目中村橋之助を、次男の中村宗生（むねお）が三代目中村福之助を、三男の中村宜生（よしお）が四代目中村歌之助をそれぞれ襲名した。

## 略歴
- 1970年5月、国立劇場『柳影沢蛍火（やなぎかげ さわの ほたるび）』の吉松君で、本名の中村幸二を名乗って初舞台を踏む。
- 1980年4月、歌舞伎座『沓手鳥孤城落月（ほととぎす こじょうの らくげつ）』の裸武者石川銀八ほかで、三代目中村橋之助を襲名。
- 2011年、日本芸術院賞受賞。
- 2016年10月・11月、歌舞伎座『極付幡随長兵衛』の幡随院長兵衛、『熊谷陣屋』の熊谷直実、『祝勢揃壽連獅子』の狂言師後に親獅子の精、『盛綱陣屋』の佐々木盛綱で八代目中村芝翫を襲名する[4]。

## エピソード
- 妻の寛子は初デートの際に、ドライブ中の車の中で「カセットをかけてもいいですか？」と橋之助に聞かれて、「どんな曲を聴くのだろう？」と思って許可した。しかし、流れてきたのは歌舞伎の演目であり、驚いてしまったものの「何て芸に熱心な人だろう」とその姿勢に惚れたと語っている。
- B'zの松本孝弘とは息子同士が同じ学校の同じクラスであり、仲が良く家族ぐるみで食事する仲。その縁で大のB'zファンである片岡愛之助に松本を紹介した。

## 報道
2021年1月7日、週刊文春が不倫報道を掲載した。記事によるとアンジェリーナ・ジョリー似の23歳年下の女性と、昨年11月には仕事にて訪れた京都にて合流し3日にわたりホテルで夜を共にしたり、更に12月には東京でも密会するといった不倫関係にあると、4年ぶりの不倫スキャンダルが報道された。

## 出演

### 歌舞伎（代表作）
- 松竹大歌舞伎
  - 2003年2月、新橋演舞場『一谷嫩軍記・熊谷陣屋』の熊谷直実（芝翫型を披露）。
  - 八月納涼歌舞伎
- コクーン歌舞伎
- 平成中村座
- 国立劇場
  - 2002年6月、歌舞伎鑑賞教室『平家女護島・俊寛』の俊寛僧都。

### テレビドラマ
- 大河ドラマ（NHK総合）
  - 『獅子の時代』（1980年） - 徳川昭武 役
  - 『武田信玄』（1988年） - 徳川家康  役
  - 『毛利元就』（1997年） - 主演・毛利元就 役
  - 『元禄繚乱』（1999年） - 公弁法親王 役
  - 『功名が辻』（2006年） - 石田三成 役
  - 『青天を衝け』（2021年） - 岩崎弥太郎 役[6]
- NHK新大型時代劇『真田太平記』（1985年 - 1986年、NHK総合） - 向井佐助 役
- 水戸黄門（TBS / 東映・C.A.L.）
  - 第15部 第22話『悲願叶えた火焔剣 -三日月-』（1985年6月24日） - 牧野新之介 役
  - 第16部 第29話『鬼面に隠れた忠義の心 -盛岡-』（1986年11月10日） - 南部重信 役
  - 第19部 第4話『大望隠した離縁状 -三春-』（1989年10月16日） - 向坂保馬 役
- 年末時代劇スペシャル『忠臣蔵』（1985年12月30・31日、日本テレビ） - 上杉綱憲 役
- 長七郎江戸日記 第1シリーズ 第109話『黒髪情話』（1986年10月14日、日本テレビ） - 加納新次郎信之 役
- 年末時代劇スペシャル『白虎隊』（1986年12月30日・31日、日本テレビ） - 松平定敬 役
- 銭形平次（1987年、日本テレビ） - 笹野新三郎 役
- 新春ワイド時代劇『大忠臣蔵』（1989年1月2日、テレビ東京） - 上杉綱憲 役
- 鬼平犯科帳 (中村吉右衛門)（フジテレビ）
  - 第1シリーズ 第14話『あきれた奴』（1989年10月25日） - 同心・岡村啓次郎 役
  - 第4シリーズ　第3話『盗賊婚礼』1992年12月16日） - 長島の久五郎 役
- 向田邦子新春シリーズ『隣の神様』（1990年1月4日、TBS） - 青年 役
- 仕掛人 藤枝梅安（1990年12月26日、フジテレビ） - 小杉十五郎 役
- 遊の人 天下の御意見番 大久保彦左衛門（1991年1月2日、TBS） - 駿河大納言忠長 役
- 正月ドラマSP『恋しとよ君恋しとよ』（1991年1月3日、NHK総合） - 水野十郎左衛門 役
- 文五捕物絵図（C.A.L） - 主演・文五 役
  - 文五捕物絵図 男坂界隈（1991年3月26日、日本テレビ）
  - 文吾捕物絵図 張り込み（1996年4月5日、テレビ東京）
- 岡っ引どぶ（1991年4月 - 5月、フジテレビ） - 町小路左門 役
- 必殺仕事人・激突!（1991年10月 - 1992年3月、朝日放送 / 松竹） - 夢次 役
- 忠臣蔵 風の巻・雲の巻（1991年12月13日、フジテレビ） - 上杉綱憲 役
- 森の石松 すし食いねェ！ご存じ暴れん坊一代（1992年1月8日、フジテレビ） - 身受山鎌太郎 役
- 水戸黄門外伝 かげろう忍法帖（1995年、TBS） - 横笛の小太郎 役
- 髪結い伊三次（1999年4月 - 6月、フジテレビ） - 主演・伊三次 役
- 蒼天の夢〜松陰と晋作・新世紀への挑戦〜（2000年1月3日、NHK総合） - 主演・吉田松陰 役
- 金曜時代劇『御宿かわせみ』（NHK総合） - 神林東吾 役（※高島礼子版）
  - 第1シリーズ（2003年4月4日 - 5月30日）
  - 第2シリーズ（2004年4月2日 - 7月23日）
  - 第3シリーズ（2005年5月13日 - 8月5日）
- 太閤記〜天下を獲った男・秀吉（2006年10月 - 12月、テレビ朝日） - 主演・豊臣秀吉 役
- だましゑ歌麿（2009年9月12日・2012年9月15日・2013年7月27日・2014年9月6日、テレビ朝日） - 仙波一之進 役
- ギネ 産婦人科の女たち（2009年10月 - 12月、日本テレビ） - 榎原浩史 役（現代劇初出演）
- Wの悲劇（2010年1月11日、TBS） - 和辻道彦 役
- 時代劇スペシャル「樅ノ木は残った」（2010年2月20日、テレビ朝日） - 伊達綱宗 役
- 土曜ワイド劇場「法医学教室の事件ファイル」32（2011年1月22日、テレビ朝日） - 児島誠一 役（特別出演）
- 金曜プレステージ「医療捜査官 財前一二三」3・4（2012年8月3日・2013年11月8日、フジテレビ） - 五藤直樹 役
- MONSTERS 第3話（2012年11月4日、TBS） - 篠田恭四郎 役
- Oh,My Dad!! 第4話（2013年8月1日、フジテレビ） - 竹内忠彦 役
- 相棒 Season12 元日スペシャル 第10話「ボマー」（2014年1月1日、テレビ朝日） - 正木浩輔 役
- スペシャルドラマ「LEADERS リーダーズ」（2014年3月22日・23日、TBS） - 財部登 役
- 金曜ドラマ「ウロボロス〜この愛こそ、正義。」（2015年1月 - 3月、TBS） - 北川貫一郎 役
- 水曜ミステリー9（テレビ東京）
  - 「小杉健治サスペンス・保身」（2015年7月1日） - 村瀬孝雄 役（特別出演）
  - 「検事・沢木正夫3・共犯者」（2015年8月19日） - 瀬崎勝 役
- 大江戸事件帖 美味でそうろう（2015年12月4日・5日、BS朝日） - 遠山金四郎 役
- 水曜ミステリー9「保険犯罪調査員 佐伯初音 空白の起点」（2016年7月20日、テレビ東京） - 長塚清蔵 役
- 土曜ワイド「トクチョウの女〜国税局特別調査部〜」（2017年3月4日、フジテレビ） - 守尾正行 役
- 月曜名作劇場「今野敏サスペンス 警視庁東京湾臨海署〜安積班」（2019年2月25日、TBS） - 主演・安積剛志 役
- 日曜劇場（TBS）
  - ノーサイド・ゲーム（2019年7月 - 9月） - 風間有也 役
  - DCU〜手錠を持ったダイバー〜 第1話（2022年1月16日） - 小山内正一 役[7]
- スペシャル時代劇 十三人の刺客（2020年11月28日、NHK BSプレミアム） - 主演・島田新左衛門 役[8]

### 映画
- ダウンタウン・ヒーローズ（1988年） - 志麻洪介 役 ※『日本アカデミー賞』新人俳優賞 受賞
- 利休（1989年） - 細川忠興 役
- 開港・風雲録 YOUNG JAPAN（1989年）
- GOEMON（2009年） - 織田信長 役
- ごくつま刑事（2010年） - 天神恭一 役
- 映画 妖怪人間ベム（2012年） - 加賀美正輝 役

### 舞台
- たいこどんどん（2011年5月、シアターコクーン）
- 御宿かわせみ（2016年5月、明治座） - 神林東吾 役
- オセロー（2018年9月、新橋演舞場） - 主演・オセロー 役
- 夏の夜の夢（2022年9月6日 - 28日、日生劇場） - 主演・オーベロン / テーセウス 役[9]

### ラジオドラマ
- ぼんくら・日暮らし（2005年10月 - 2006年3月、ABCラジオ） - 主演・井筒平四郎 役

### 教養番組
- 世界発!コロンブスの台所（2013年 - 2014年、BS日テレ） - 案内人
- 京都ぶらり歴史探訪（2016年4月12日 - 、BS朝日） - 旅人
- 究極の鮨 〜職人・藤本繁蔵の世界〜（2018年、NHK BSP）- ナビゲーター[10]

### 音楽
- ムーンライトジェラシー（1997年11月6日）デュエットwith：長山洋子・作詞：石原信一・作曲：水野有平

### CM
- 永谷園「おとなのふりかけ」
- ヤヨイ化学工業「ルーアマイルド」